# كينت فيرغسون
كينت فيرغسون (بالإنجليزية: Kent Ferguson) هو غطاس أمريكي، ولد في 9 مارس 1963 في سيدار رابيدز في الولايات المتحدة.

## وصلات خارجية
- كينت فيرغسون على موقع الاتحاد الدولي للسباحة (الإنجليزية)
- كينت فيرغسون على موقع اللجنة الأولمبية الدولية (الإنجليزية)
- كينت فيرغسون على موقع أوليمبيديا (الإنجليزية)